# Mihai Bravu (okręg Giurgiu)
Mihai Bravu – wieś w Rumunii, w okręgu Giurgiu, w gminie Mihai Bravu. W 2011 roku liczyła 2586 mieszkańców.